# Adolphe le Hardy de Beaulieu
Pour les articles homonymes, voir Hardy et Beaulieu.
Jean-Adolphe-François-Gustave-Frédéric-Marcel le Hardÿ, baron de Beaulieu, né le 8 juin 1814 à Bruxelles et mort à Wavre le 13 septembre 1894, est un économiste libéral et homme politique belge.

## Biographie
Fils de l'avocat Marcel le Hardy de Beaulieu et petit-fils du maire de Waterloo Pierre Joseph Gérard, il épousa Marie-Anne, fille de Théodore Verhaegen, un des fondateurs de l'Université libre de Bruxelles (ULB). Leur fils, Théodore le Hardÿ de Beaulieu (1863-1941), obtient concession du titre de vicomte le 28 mai 1900.
Diplômé en droit de l'ULB, il fit ensuite des études d'ingénieur à l'École centrale de Paris.
Il fut en 1837, avant son départ pour l'Amérique, correspondant du journal The Pycayune de La Nouvelle-Orléans. Il rentra en Belgique en 1845 au décès de son père.
Avec Victor Faider, il créa l'Association belge pour la liberté commerciale en 1846 et présidée par Charles de Brouckère.
Il fut un des promoteurs du Congrès des économistes du 16-18 septembre 1847 et du Congrès international des réformes douanières du 22-24 septembre 1856.
Il fut président de la Société belge d'économie politique de Bruxelles (fondée par son cousin Charles).
Il fut administrateur de la Société royale linnéenne de Bruxelles en 1876.
Libéral de gauche et franc-maçon notoire, il représenta l'arrondissement de Nivelles de 1863 jusqu'en 1884 et fut vice-président de la Chambre. Il milita pour une petite armée de métier, composée de volontaires; pour une séparation stricte de l'église et de l'État; l'accès à l'éducation publique aux plus pauvres; le développement économique du pays.
Il fut châtelain de la Bawette, qu'il acheta en 1865 et qui se situe sur les hauteurs de Wavre.
Son épouse hérita du Kasteelveld à la mort de son père. L'avenue de Beaulieu, qui sera tracée sur ce terrain, portera son nom.
Au crépuscule de sa vie, le 23 juillet 1893, Le Hardÿ obtint concession de noblesse héréditaire avec le titre de baron.

## Publications
Quelques exemples d'œuvres écrites:
- Aperçu historique de la dette belge, Bruxelles, Haes (1848) ;
- Un Bourgeois de Bruxelles (1858) ;
- Les élections de 1850, Ch. Vanderauwera, Bruxelles (1850) ;
- Rapport sur la première partie des travaux de la commission d'enquête scolaire, depuis sa constitution jusqu'au 31 décembre 1881, F. Hayez (1882) ;
- Les Chemins de fer en Russie, état actuel des voies de communication et de transport dans la Russie d'Europe, E. Guyot (1857) ;
- Station centrale a Bruxelles. Quelques considerations nouvelles et examen des divers projets proposés (Paperback - 1855) ;
- Antwerp and Bremen: With reference to the projected line of mail steamers between the United States and the continent of Europe (1846) ;
- La Question monétaire (1874) ;
- des Causes des crises commerciales et industrielles, Charleroi, Deghistelle (1840) ;
- Examen rapide des questions commerciales et industrielles à l'ordre du jour en Belgique, Bruxelles, Wouters, (1841).